# Kenneth Branagh
Sir Kenneth Charles Branagh (IPA: [ˈkɛnɪθ tʃɑːlz ˈbɹænə]; Belfast, 10 dicembre 1960) è un attore, regista, sceneggiatore e produttore cinematografico nordirlandese.
Attore e regista di formazione teatrale nonché allievo di Laurence Olivier, col tempo si è affermato come uno dei più influenti cineasti della sua generazione. Ha debuttato nel 1988 dirigendo svariati adattamenti delle opere di William Shakespeare tra le quali le più importanti sono Enrico V (1989), Molto rumore per nulla (1993), Hamlet (1996), Pene d'amor perdute (2000), As You Like It - Come vi piace (2006). In seguito ha curato la regia di numerosi film di successo quali L'altro delitto (1991), Frankenstein di Mary Shelley (1994), Thor (2011), Cenerentola (2015) e Assassinio sull'Orient Express (2017). Come attore ha preso parte a film come Conspiracy - Soluzione finale (2001), Harry Potter e la camera dei segreti (2002), Operazione Valchiria (2008) e Marylin (2011), comparendo inoltre in tre film di Christopher Nolan: Dunkirk (2017), Tenet (2020) e Oppenheimer (2023).
Ha ricevuto otto candidature al Premio Oscar, vincendolo nella sezione miglior sceneggiatura originale per il film Belfast. Ha inoltre vinto numerosi riconoscimenti, tra cui cinque Premi BAFTA (ricevuti per Enrico V e Il commissario Wallander e altri 2 onorari), due Premi Emmy (per Conspiracy e Il commissario Wallander), tre European Film Awards (tutti per Enrico V), un Golden Globe (per Belfast) e un Premio Laurence Olivier per l'opera teatrale Another Country.

## Biografia

### Gioventù e infanzia
Kenneth Charles Branagh è nato il 10 dicembre 1960 a Belfast, in Irlanda del Nord, da una famiglia protestante della classe operaia, Frances (nata Harper) e William Branagh, quest'ultimo un idraulico a capo di un'azienda specializzata nel montaggio di pareti divisorie. Ha vissuto nella zona di Tigers Bay, ed è stato educato alla Grove Primary School.
All'età di 9 anni si trasferisce con la famiglia a Reading, Inghilterra. Frequenta la Whiteknights Primary School a Tilehurst, dove prende parte a recite scolastiche come in Toad of Toad Hall. In quegli anni acquisisce la Received Pronunciation per riuscire a evitare il bullismo. Sulla sua identità attuale, ha affermato: «Mi sento irlandese. Non credo che si possa far uscire Belfast dall'io ragazzo» ed ha attribuito il suo amore per le parole alla sua educazione irlandese. Frequenta poi l'attuale Reading Film and Video Makers mentre, dopo gli scarsi risultati agli esami di inglese, storia e sociologia, a 18 anni decide di iscriversi alla Royal Academy of Dramatic Art. Da giovane si dedica allo sport, capitanando le squadre di rugby e calcio della sua scuola, e al giornalismo, scrivendo recensioni di libri per bambini per il giornale locale. Quando, però, a quindici anni vede Derek Jacobi recitare Amleto, decide di diventare un attore.
Il direttore Hugh Crutwell lo aiuterà in seguito come consulente di recitazione in molti dei suoi progetti cinematografici.

### Gli inizi a teatro e l'esordio alla regia
Appena uscito dalla scuola di teatro, ottiene un ruolo secondario nella produzione West End di Another Country, interpretazione per cui ottiene moltissimi premi, consensi e lodi. Ma è il ruolo di Enrico V di William Shakespeare per la Royal Shakespeare Company (RSC) un paio di anni dopo che gli assicura, a soli ventitré anni, un posto fra i migliori nuovi talenti del palcoscenico britannico. Nel contempo arrivano le prime apparizioni al cinema e in tv: nel primo caso con un cameo in Momenti di gloria (1981) e Un mese in campagna (1987), mentre nel secondo in telefilm come Play for Today e American Playhouse.
Gli aspetti impersonali e burocratici della RSC lo spingono a declinare un secondo contratto con la prestigiosa compagnia. Insieme all'attore di Another Country David Parfitt ne crea una nuova, chiamata Renaissance Theatre Company e lanciata nel 1987 con un debutto piuttosto infausto: la première di Public Enemy - scritto, diretto e interpretato dallo stesso Kenneth - apre con critiche per lo più negative e accuse di megalomania per il giovane autore. Fortunatamente, le produzioni RTC di La dodicesima notte (da lui diretta), Molto rumore per nulla e - in misura minore - Amleto (diretta da Derek Jacobi) incontrano critiche favorevoli.
Branagh viene ora definito "il nuovo Olivier". Il critico teatrale Milton Shulman dell'Evening Standard dirà a proposito: «Sul lato positivo, Branagh ha la vitalità di Olivier, la passione di Gielgud, la sicurezza di Guiness, per citare solo tre attori famosi che hanno ricoperto tale ruolo. Sul lato negativo, egli non ha né il magnetismo di Olivier, ne la mellifluente qualità vocale di Gielgud, ne l'intelligenza di Guiness».
Dopo l'edizione televisiva de La dodicesima notte di William Shakespeare, forte dei numerosi consensi ottenuti a teatro, Branagh decide di esordire alla regia con Enrico V (1989), film tratto dall'omonima opera, in cui interpreta anche il personaggio del re d'Inghilterra, protagonista insieme a un giovanissimo Christian Bale, e che comprende gran parte del cast dell'opera teatrale come Judi Dench, Derek Jacobi e Emma Thompson. Girato con un budget modesto, il film viene acclamato dalla critica alla sua uscita, ricevendo grandi lodi anche per la regia di Branagh, divenendo uno dei più apprezzati adattamenti cinematografici delle opere di Shakespeare. Branagh riceve le candidature al premio Oscar come miglior regia e miglior attore protagonista, mentre il film si aggiudica il premio per i migliori costumi, andato a Philys Dalton; tuttavia il regista riesce ad aggiudicarsi il Premio BAFTA come miglior regista e ben tre European Film Awards. È ancora oggi considerato il miglior film su Shakespeare dal sito Rotten Tomatoes (che lo preferisce a Ran di Akira Kurosawa).
Da questo film inizia anche il sodalizio artistico con la prima moglie, Emma Thompson, che sposa nel 1989 e che appare anche nei successivi lavori di Branagh, L'altro delitto (1991), Gli amici di Peter (1992) e Molto rumore per nulla (1993). Sempre nel 1989 i due compaiono inoltre nell'opera teatrale Ricorda con rabbia, per la regia di Judi Dench. Il progetto viene presentato in anteprima sia a Belfast che al Lyric Theatre di Londra. Tra il 1990 e il 1992 Branagh continua a portare in scena diversi adattamenti shakespeariani con le frequenti collaborazioni sia della Thompson che della Dench, ottenendo svariati consensi.

### L'affermazione tra successi e insuccessi

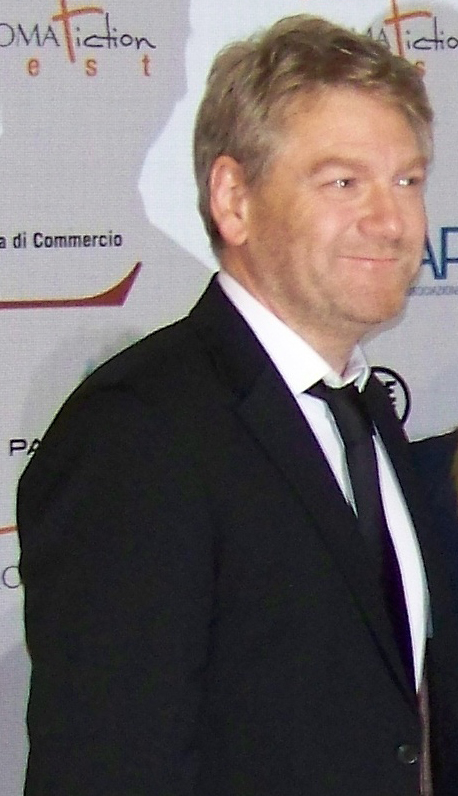
Kenneth Branagh al Roma Fiction Fest (2009)

Nonostante gli impegni a teatro, nel 1991 Branagh torna sul grande schermo con un nuovo film da regista, ma stavolta non basato su opere shakespeariane: il thriller L'altro delitto in cui recita con Emma Thompson e Robin Williams. Presentato nella primavera successiva al Festival di Berlino, ottiene l'apprezzamento sia della critica che del pubblico, rappresentando il primo successo commerciale della carriera di Branagh, nonostante sia un genere di pellicola diverso dai precedenti lavori dell'attore. A curare le musiche è Patrick Doyle, che da quel momento diverrà un frequente collaboratore di Branagh, che per L'altro delitto ottiene una candidatura ai Golden Globe, mentre la pellicola è candidata all'Orso d'oro per il miglior film a Berlino.
L'anno successivo dirige e interpreta la commedia Gli amici di Peter, affiancato da Stephen Fry e Hugh Laurie. Nonostante lo scarso successo al botteghino, il film ottiene critiche positive e il National Board of Review lo inserisce nella lista dei migliori film del 1992. Quello stesso anno dirige anche il cortometraggio Il canto del cigno con protagonisti John Gielgud e Richard Briers, basato sull'opera teatrale di Anton Čechov, grazie al quale ottiene la sua terza candidatura al Premio Oscar. Nel frattempo torna sui palcoscenici con la rivisitazione dell'Amleto, proposto in varie repliche sia al Barbican Centre che al Royal Shakespeare Theatre fino al 1993. In quell'anno recita nel film di Thomas Carter Swing Kids - Giovani ribelli, mentre torna dietro e davanti alla macchina da presa con un nuovo adattamento shakespeariano, Molto rumore per nulla che vanta un cast che comprende ancora la Thompson, Michael Keaton, Denzel Washington e Keanu Reeves. Presentato in concorso al 46º Festival di Cannes, è un grande successo al botteghino e viene acclamato dalla critica. In particolare, critici come Roger Ebert e Vincent Canby esprimono opinioni molto favorevoli sul film, ponendo Branagh tra i migliori cineasti della sua generazione.
Il progetto successivo è Frankenstein di Mary Shelley basato sul celebre romanzo Frankenstein della scrittrice inglese. Fortemente voluto dalla TriStar Pictures dopo il successo del Dracula di Francis Ford Coppola, che inizialmente doveva dirigere la pellicola per poi passare il testimone a Branagh rimanendo comunque a bordo come produttore, vede Branagh nei panni di Victor Frankenstein e Robert De Niro in quelli de La Creatura, insieme a una giovane Helena Bonham Carter nei panni della moglie di Victor. Le riprese sono contrassegnate da varie divergenze di vedute tra Branagh, che vuole un adattamento quanto più fedele al libro, e Coppola, il quale insiste nel tagliare la prima mezz'ora del film. Costato 45 milioni di dollari, alla sua uscita il film ottiene scarsi risultati a livello di incassi e critiche contrastanti, ma ha maggior fortuna all'estero, dove vengono generalmente apprezzate l'interpretazione di De Niro e la fedeltà del regista al libro.
Dopo la separazione dalla Thompson nel 1995, Branagh recita nei film Othello (1995) di Oliver Parker e Riccardo III - Un uomo, un re (1996), per la regia di Al Pacino, mentre dirige l'ennesimo adattamento del celebre autore inglese, Nel bel mezzo di un gelido inverno. È durante la lavorazione di questo film che il regista decide di dare vita al suo progetto fino ad allora più ambizioso: Hamlet, un kolossal cinematografico basato sull'Amleto di Shakespeare. Il film, co-prodotto da Castle Rock Entertainment e Columbia Pictures, vede la luce nel dicembre 1996 e, oltre a Branagh nel ruolo principale, vanta un cast strepitoso che comprende, oltre ai veterani Derek Jacobi, Judi Dench, Julie Christie e Kate Winslet, anche Robin Williams, Gérard Depardieu, Charlton Heston, Richard Attenborough, Jack Lemmon e Billy Crystal. Viene girato prevalentemente negli Shepperton Studios, e in particolare nella storica Blenheim Palace. Nonostante lo scarso successo al botteghino (causato forse dalla durata di ben 242 minuti), il film riceve consensi unanimi dalla critica e ottiene 5 candidature ai Premi Oscar, divenendo anch'esso uno dei più apprezzati adattamenti delle opere shakespeariane.
Alla fine degli anni novanta collabora con prestigiosi registi come Robert Altman e Woody Allen in film come Conflitto di interessi e Celebrity. Nel 1999 recita nel costosissimo Wild Wild West, che è un fiasco al botteghino e viene ampiamente stroncato dalla critica. L'anno successivo torna alla regia con Pene d'amor perdute (2000), nuovo adattamento shakespeariano in cui recita insieme a Nathan Lane, Adrian Lester, Matthew Lillard. Il film però ottiene scarso successo di incassi, e la Miramax decide di rescindere il contratto firmato con Branagh, che prevedeva tre pellicole da lui dirette e prodotte dalla casa di produzione.

### Il ritorno al successo e la seconda giovinezza
Malgrado l'insuccesso del suo ultimo film, nei primi anni duemila riesce a ottenere maggiori consensi come attore a partire dal film per la TV Conspiracy - Soluzione finale, in cui interpreta il generale Reinhard Heydrich durante la Conferenza di Wannsee dell'inverno 1942. La sua cruda interpretazione gli fa vincere un Emmy Award come miglior attore protagonista.
Inoltre, sempre nel 1999, presta la voce come narratore alla serie BBC Nel mondo dei dinosauri, primo documentario a ricostruire l'evoluzione dei dinosauri con l'utilizzo di modelli in CGI, diventando subito un classico della televisione britannica, tanto che verrà poi richiamato come narratore nel seguito del 2001 I predatori della preistoria, dedicato invece all'evoluzione dei mammiferi, anch'esso divenuto un cult della TV inglese.
Dopo il rifiuto di Hugh Grant, nel 2002 interpreta il professor Gilderoy Allock nel film Harry Potter e la camera dei segreti secondo capitolo della celebre saga, e prende parte a La generazione rubata di Phillip Noyce. Sempre nel 2002 è protagonista della miniserie Shackleton, dove interpreta l'omonimo esploratore a capo della spedizione Endurance. Nei due anni successivi si allontana momentaneamente dalle scene per tornare in teatro, che aveva lasciato nel 1993, per una nuova rivisitazione del Riccardo III shakespeariano.
Torna al cinema nel 2004 con una piccola apparizione nella commedia 5 bambini e It, mentre l'anno successivo ottiene un altro grande ruolo, quello di Franklin Delano Roosevelt nel film tv biografico dedicato alla vita dell'ex presidente USA, con cui ottiene la candidatura ai Golden Globe e agli Emmy Award.
Durante il 2005 ritorna anche come voce narrante nel prequel del già citato documentario Nel mondo dei dinosauri, L'impero dei mostri, dedicato questa volta alla ricostruzione della vita prima della comparsa dei dinosauri, in una fra le sue migliori interpretazioni televisive.
Solo nel 2006, sei anni dopo il suo ultimo film Pene d'amor perdute (a parte il corto Listening del 2003), Branagh torna dietro la macchina da presa, stavolta con produzioni indipendenti, con due film: As You Like It - Come vi piace, basato sull'omonima opera di William Shakespeare, e Il flauto magico quest'ultimo tratto dal singspiel mozartiano del diciottesimo secolo. Entrambi i film ottengono scarsi risultati commerciali e vengono quasi ignorati dalla critica. Nel 2007 realizza il remake del celebre film Gli insospettabili (1972), con protagonisti Michael Caine (nella parte che fu di Laurence Olivier) e Jude Law. Si tratta di una commedia nera, grottesca, oltreché del primo tentativo di Branagh dai tempi di Frankenstein di staccarsi dai suoi film solitamente basati su opere di Shakespeare. Presentato alla Mostra del Cinema di Venezia, non viene generalmente considerato all'altezza del capostipite, anche se non manca chi apprezza l'opera.
Nel 2008 recita al fianco di Tom Cruise nel film Operazione Valchiria incentrato sulla preparazione dell'attentato del 20 luglio 1944 ai danni di Adolf Hitler. Il film viene criticato da più parti per via delle inesattezze storiche riguardo agli avvenimenti descritti, ma si rivela un buon successo di pubblico. A partire dal 2008 interpreta il ruolo di Kurt Wallander nella serie televisiva (da lui stesso co-prodotta) Il commissario Wallander della BBC, tratta dai romanzi di Henning Mankell; il suo è un personaggio «"continuamente alla ricerca di un senso della vita e per cui gli atti di violenza non sono mai normali"». L'interpretazione di Branagh viene accolta positivamente e gli vale due Premi BAFTA. Alla prima stagione, composta da 3 episodi, ne seguono una seconda e una terza, rispettivamente nel 2010 e 2012. Nel 2009 recita nel poco fortunato musical I Love Radio Rock dedicato al fenomeno delle radio private inglesi degli anni '60.
Due anni dopo viene scelto per la regia del film Thor, basato sull'omonimo personaggio della Marvel Comics. Si tratta della prima volta di Branagh alla prese con un blockbuster di rilievo, che vanta nel cast Natalie Portman, Anthony Hopkins, Chris Hemsworth. Il film esce nelle sale il 6 maggio 2011 e viene ben accolto dalla critica, oltre a rivelarsi un grande successo al botteghino, che permette al regista di affermarsi anche come autore di lavori non basati solo su adattamenti shakespeariani. Nello stesso anno interpreta il suo pigmalione Sir Laurence Olivier nel film Marilyn di Simon Curtis, grazie al quale ottiene una candidatura all'Oscar al miglior attore non protagonista.
Il 27 luglio 2012 partecipa come attore alla Cerimonia di apertura dei Giochi della XXX Olimpiade di Londra 2012, recitando in mondovisione alcuni estratti de La tempesta di William Shakespeare. Nel novembre del 2012 viene insignito del titolo di Cavaliere da sua Maestà la Regina Elisabetta per il suo contributo alla cultura e all'industria cinematografica dell'Irlanda del Nord.
Torna sul grande schermo nel 2014 con un'incursione nel mondo dei film spionistici in Jack Ryan - L'iniziazione, reboot della saga con protagonista l'agente dei romanzi di Tom Clancy. Oltre a curare la regia, Branagh interpreta anche il cattivo principale, ed è affiancato da Chris Pine e Kevin Costner. Si rivela un buon successo di incassi ma viene accolto con recensioni contrastanti.
Nel settembre 2013 inizia le riprese del remake in live-action della versione Disney di Cenerentola, con protagonista Lily James. Dopo Thor, è il secondo blockbuster prodotto da una grande major per Branagh; il cast del film comprende Helena Bonham Carter, Richard Madden, Cate Blanchett e Derek Jacobi. Il film ottiene un grande successo di pubblico e critica, e viene candidato al Premio Oscar per i migliori costumi di Sandy Powell. Nel 2015 fonda la Kenneth Branagh Theatre Company. L'anno dopo recita nel film Mindhorn (2016), nel ruolo di se stesso, e torna a interpretare Kurt Wallander nella quarta stagione della fortunata serie.

### I film su Hercule Poirot e con Christopher Nolan
La 20th Century Fox sceglie Branagh come regista del remake di Assassinio sull'Orient Express, tratto dall'omonimo romanzo giallo di Agatha Christie, già portato sullo schermo da Sidney Lumet nel 1974. Oltre a dirigere la pellicola, Branagh interpreta anche il protagonista Hercule Poirot. Le riprese si svolgono tra l'autunno 2016 e la primavera 2017 tra Egitto, Londra e Malta. Per la prima volta dai tempi di Hamlet, Branagh riunisce un cast stellare che comprende i premi Oscar Penélope Cruz, Judi Dench, Olivia Colman, insieme a Derek Jacobi, Johnny Depp, Michelle Pfeiffer, Willem Dafoe, Josh Gad, Sergej Polunin e Daisy Ridley. Il film esce nelle sale inglesi il 9 novembre 2017 e diventa uno dei maggiori successi commerciali dell'anno. In ragione di ciò, la Fox conferma Branagh anche alla regia del sequel, Assassinio sul Nilo previsto per il 2021.
Sempre nel 2017 prende parte all'acclamato film di Christopher Nolan Dunkirk, incentrato sull'Operazione Dynamo del 1940, che si aggiudica 3 Premi Oscar. Nel 2020 ritorna a lavorare con Christopher Nolan prendendo parte al suo Tenet per il ruolo del villain. Nel 2021 gira Belfast, pellicola semi-autobiografica, in bianco e nero, che narra la sua infanzia nella città di Belfast con sottofondo il conflitto nordirlandese; con questo film Branagh vince il suo primo Academy Award per la miglior sceneggiatura. Dopo il flop di Artemis Fowl, riprende nuovamente i panni di Hercule Poirot in due nuove pellicole gialle, Assassinio sul Nilo e Assassinio a Venezia, intervallate da una breve apparizione nel kolossal storico Oppenheimer, sua terza parte in un film di Nolan, interpretando stavolta lo scienziato Niels Bohr.

## Vita privata
Durante il periodo di febbrile attività per costituire la Renaissance, Kenneth Branagh continua a lavorare per progetti televisivi e cinematografici, tra cui la miniserie Fortunes of War per la BBC. Durante le riprese, si innamora della protagonista, Emma Thompson. I due si sposano nel 1989. Gli impegni di lavoro li costringono però a passare sempre meno tempo insieme; il 30 settembre 1995 annunciano la loro separazione, dovuta anche alla relazione che è iniziata nel frattempo tra Branagh e Helena Bonham Carter, durata dal 1994 al 1999.
Dal 24 maggio 2003 Branagh è sposato per la seconda volta con la direttrice d'arte Lindsay Brunnock, incontrata sul set di Shackleton.
È presidente onorario del NICVA, il Northern Ireland Council for Voluntary Action e dall'ottobre 2015 è presidente della Royal Academy of Dramatic Arts. Si è dimesso dalla carica di presidente della RADA nel febbraio 2024; il suo successore è David Harewood.

## Filmografia

### Attore

#### Cinema

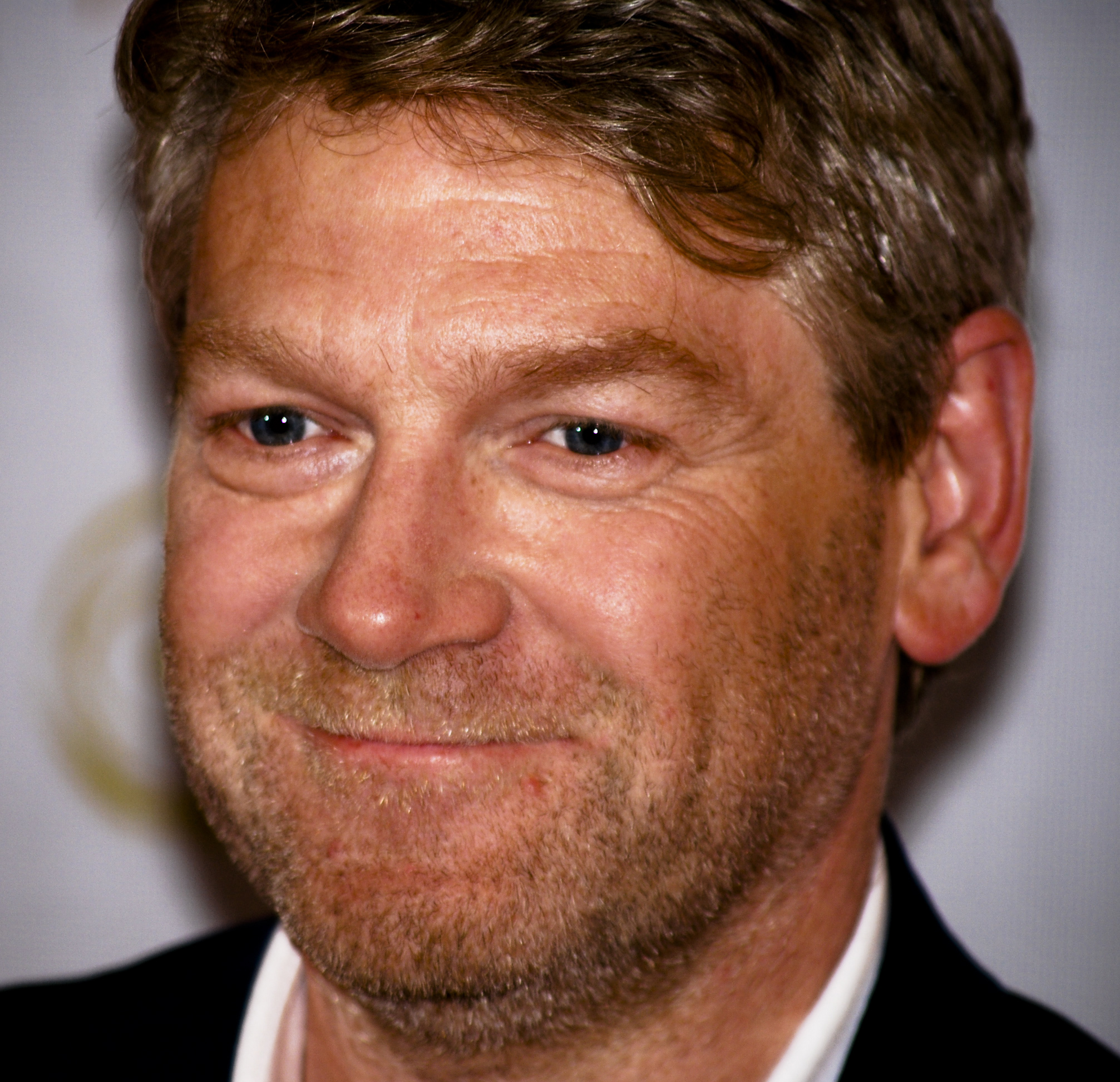
Kenneth Branagh al Festival di Roma del 2009

- Momenti di gloria (Chariots of Fire), regia di Hugh Hudson (1981) (non accreditato)
- Alta stagione (High Season), regia di Clare Peploe (1987)
- Un mese in campagna (A Month in the Country), regia di Pat O'Connor (1987)
- Enrico V (Henry V), regia di Kenneth Branagh (1989)
- L'altro delitto (Dead Again), regia di Kenneth Branagh (1991)
- Gli amici di Peter (Peter's Friends), regia di Kenneth Branagh (1992)
- Swing Kids - Giovani ribelli (Swing Kids), regia di Thomas Carter (1993)
- Molto rumore per nulla (Much Ado About Nothing), regia di Kenneth Branagh (1993)
- Frankenstein di Mary Shelley (Mary Shelley's Frankenstein), regia di Kenneth Branagh (1994)
- Othello, regia di Oliver Parker (1995)
- Riccardo III - Un uomo, un re (Looking for Richard), regia di Al Pacino (1996)
- Hamlet, regia di Kenneth Branagh (1996)
- Conflitto di interessi (The Gingerbread Man), regia di Robert Altman (1998)
- La proposta (The Proposition), regia di Lesli Linka Glatter (1998)
- Celebrity, regia di Woody Allen (1998)
- La teoria del volo (The Theory of Flight), regia di Paul Greengrass (1998)
- The Dance of Shiva, regia di Jamie Payne – cortometraggio (1998)
- Wild Wild West, regia di Barry Sonnenfeld (1999)
- Alien Love Triangle, regia di Danny Boyle – cortometraggio (1999)
- Pene d'amor perdute (Love's Labour's Lost), regia di Kenneth Branagh (2000)
- How to Kill Your Neighbor's Dog, regia di Michael Kalesniko (2000)
- Schneider's 2nd Stage, regia di Phil Stoole – cortometraggio (2001)
- La generazione rubata (Rabbit-Proof Fence), regia di Phillip Noyce (2002)
- Harry Potter e la camera dei segreti (Harry Potter and the Chamber of Secrets), regia di Chris Columbus (2002)
- 5 bambini & It (Five Children and It), regia di John Stephenson (2004)
- Sleuth - Gli insospettabili (Sleuth), regia di Kenneth Branagh (2007) - cameo non accreditato
- Operazione Valchiria (Valkyrie), regia di Bryan Singer (2008)
- I Love Radio Rock (The Boat That Rocked), regia di Richard Curtis (2009)
- Marilyn (My Week with Marilyn), regia di Simon Curtis (2011)
- Prodigal, regia di Benjamin Grayson – cortometraggio (2011)
- Stars in Shorts, di registi vari (2012)
- Jack Ryan - L'iniziazione (Jack Ryan: Shadow Recruit), regia di Kenneth Branagh (2014)
- Mindhorn, regia di Sean Foley (2016)
- Dunkirk, regia di Christopher Nolan (2017)
- Assassinio sull'Orient Express (Murder on the Orient Express), regia di Kenneth Branagh (2017)
- Casa Shakespeare (All Is True), regia di Kenneth Branagh (2018)
- Tenet, regia di Christopher Nolan (2020)
- Artemis Fowl, regia di Kenneth Branagh (2020)
- Assassinio sul Nilo (Death on the Nile), regia di Kenneth Branagh (2022)
- Oppenheimer, regia di Christopher Nolan (2023)
- Assassinio a Venezia (A Haunting in Venice), regia di Kenneth Branagh (2023)

#### Televisione
- Play for Tomorrow – serie TV, episodio 1x06 (1982)
- To the Lighthouse, regia di Colin Gregg – film TV (1983)
- Maybury – serie TV, episodi 2x01-2x02 (1983)
- Boy in the Bush, regia di Rob Stewart – miniserie TV (1984)
- Play for Today – serie TV, episodi 12x16-13x17-14x03 (1982-1984)
- Coming Through, regia di Peter Barber-Fleming – film TV (1985)
- Lorna, regia di James Ormerod – film TV (1987)
- The Lady's Not for Burning, regia di Julian Amyes – film TV (1987)
- Theatre Night – serie TV, episodio 2x05 (1987)
- Fortunes of War, regia di James Cellan Jones – miniserie TV (1987)
- American Playhouse – serie TV, episodio 7x01 (1988)
- Look Back in Anger, regia di Judi Dench – film TV (1989)
- Conspiracy - Soluzione finale (Conspiracy), regia di Frank Pierson – film TV (2001)
- Shackleton, regia di Charles Sturridge – miniserie TV (2002)
- Franklin D. Roosevelt - Un uomo, un presidente (Warm Springs), regia di Joseph Sargent – film TV (2005)
- The American Experience – documentari TV, episodio 18x13 (2006)
- 10 Days to War – serie TV, episodio 1x08 (2008)
- Il commissario Wallander (Wallander) – serie TV, 12 episodi (2008-2016)
- Upstart Crow – serie TV (2018)
- This England – miniserie TV (2022)

### Regista

#### Cinema
- Enrico V (Henry V, 1989)
- L'altro delitto (Dead Again, 1991)
- Gli amici di Peter (Peter's Friends, 1992)
- Il canto del cigno (Swan Song) – cortometraggio (1992)
- Molto rumore per nulla (Much Ado About Nothing, 1993)
- Frankenstein di Mary Shelley (Mary Shelley's Frankenstein, 1994)
- Nel bel mezzo di un gelido inverno (In the Bleak Midwinter, 1995)
- Hamlet (1996)
- Pene d'amor perdute (Love's Labour's Lost, 2000)
- Listening – cortometraggio (2003)
- As You Like It - Come vi piace (As You Like It, 2006)
- Il flauto magico (The Magic Flute, 2006)
- Sleuth - Gli insospettabili (Sleuth, 2007)
- Thor (2011)
- Jack Ryan - L'iniziazione (Jack Ryan: Shadow Recruit, 2014)
- Cenerentola (Cinderella, 2015)
- Assassinio sull'Orient Express (Murder on the Orient Express, 2017)
- Casa Shakespeare (All Is True, 2018)
- Artemis Fowl (2020)
- Belfast (2021)
- Assassinio sul Nilo (Death on the Nile, 2022)
- Assassinio a Venezia (A Haunting in Venice, 2023)

#### Televisione
- National Theatre Live – serie TV, 1 episodio (2013)

### Sceneggiatore
- Enrico V (Henry V) (1989)
- Molto rumore per nulla (Much Ado About Nothing) (1993)
- Nel bel mezzo di un gelido inverno (In the Bleak Midwinter) (1995)
- Hamlet (1996)
- Pene d'amor perdute (Love's Labour's Lost) (2000)
- Listening – cortometraggio (2003)
- As You Like It - Come vi piace (As You Like It) (2006)
- Il flauto magico (The Magic Flute) (2006)
- Belfast (2021)

### Produttore
- Gli amici di Peter (Peter's Friends) (1992)
- Molto rumore per nulla (Much Ado About Nothing) (1993)
- Frankenstein di Mary Shelley (Frankenstein) (1994)
- Pene d'amor perdute (Love's Labour's Lost) (2000)
- As You Like It - Come vi piace (As You Like It) (2006)
- Sleuth - Gli insospettabili (Sleuth) (2007)
- Il commissario Wallander (Wallander) – serie TV, 9 episodi (2008-2012)
- Assassinio sull'Orient Express (Murder on the Orient Express) (2017)
- Casa Shakespeare (All Is True) (2018)
- Belfast (2021)
- Assassinio sul Nilo (Death on the Nile) (2022)
- Assassinio a Venezia (A Haunting in Venice) (2023)

### Doppiatore
- Nel mondo dei dinosauri (Walking with Dinosaurs), regia di Tim Haines e Jasper James – documentario (1999)
- La strada per El Dorado (The Road to El Dorado), regia di Bibo Bergeron, Will Finn, Don Paul e David Silverman (2000)
- The Periwig-Maker, regia di Steffen Schäffler – cortometraggio (2000])
- Avengers: Infinity War, regia di Anthony e Joe Russo (2018)
- Blue Eye Samurai, serie animata franco-statunitense creata e scritta da Michael Green e Amber Noizumi (2023)

## Teatro

### Attore
- Another Country, di Julian Mitchell, regia di Stuart Burge, con Rupert Everett. Greenwhich Theatre (1981) e Queen's Theatre di Londra (1982)
- Enrico V, di William Shakespeare, regia di Adrian Noble, con Ian McDiarmid. Royal Shakespeare Theatre di Stratford-upon-Avon (1983)
- Golden Girls, di Louise Page, regia di Barry Kyle. The Other Place di Stratford-upon-Avon (1984)
- Amleto, di William Shakespeare, regia di Ron Daniels, con Roger Rees. Royal Shakespeare Theatre di Stratford-upon-Avon (1984)
- Pene d'amor perdute, di William Shakespeare, regia di Barry Kyle. Royal Shakespeare Theatre di Stratford-upon-Avon (1984)
- Across the Roaring Hill, regia di David Grant, regia di A.J. Quinn. The Other Place di Stratford-upon-Avon (1984)
- Amleto, di William Shakespeare, regia di Ron Daniels. Theatre Royal di Newcastle upon Tyne, Barbican Centre di Londra (1985)
- Enrico V, di William Shakespeare, regia di Adrian Noble. Theatre Royal di Newcastle upon Tyne, Barbican Centre di Londra (1985)
- Pene d'amor perdute, di William Shakespeare, regia di Barry Kyle. Theatre Royal di Newcastle upon Tyne, Barbican Centre di Londra (1985)
- Golden Girls, di Louise Page, regia di Barry Kyle. Gulbenkian Studio di Newcastle upon Tyne (1985)
- Across the Roaring Hill, regia di David Grant, regia di A.J. Quinn. Gulbenkian Studio di Newcastle upon Tyne (1985)
- The Glass Maze, di Sebastian Shaw, regia di David Parfitt. Almeida Theatre di Londra (1985)
- Doom Doom Doom Doom, di Jonathan Gems, regia di Frances Barber. Almeida Theatre di Londra (1985)
- Romeo e Giulietta, di William Shakespeare, regia di Kenneth Branagh, con Samantha Bond. Lyric Hammersmith di Londra (1986)
- Semi-Monde, di Noël Coward, regia di Tim Luscumbe, con Judi Dench. Bristol Old Vic di Bristol e Royalty Theatre di Londra (1987)
- Molto rumore per nulla, di William Shakespeare, regia di Judi Dench. Theatre Royal di Bath (1987)
- Amleto, di William Shakespeare, regia di Derek Jacobi. Birmingham Repertory Theatre di Londra e Phoenix Theatre di Londra (1988)
- Come vi piace, di William Shakespeare, regia di Geraldine McEwan. Birmingham Repertory Theatre di Londra e Phoenix Theatre di Londra (1988)
- Molto rumore per nulla, di William Shakespeare, regia di Judi Dench. Birmingham Repertory Theatre di Londra e Phoenix Theatre di Londra (1988)
- Ricorda con rabbia, di John Osborne, regia di Judi Dench. Lyric Theatre di Londra (1988)
- Re Lear, di William Shakespeare, regia di Kenneth Branagh[17], con Emma Thompson. Tour britannico (1990)
- Sogno di una notte di mezza estate, di William Shakespeare, regia di Kenneth Branagh, con Emma Thompson. Tour britannico (1990)
- Coriolano, di William Shakespeare, regia di Tim Supple, con Judi Dench. Minerva Theatre di Chichester (1992)
- Amleto, di William Shakespeare, regia di Adrian Noble. Barbican Centre di Londra (1992)
- Amleto, di William Shakespeare, regia di Adrian Noble. Royal Shakespeare Theatre di Stratford-upon-Avon (1993)
- Riccardo III, di William Shakespeare, regia di Michael Grandage. Crucible Theatre di Sheffield (2003)
- Edmond, di David Mamet, regia di Edward Hall. National Theatre di Londra (2003)
- Ivanov, di Anton Čechov, regia di Michael Grandage. Wyndham's Theatre di Londra (2008)
- Macbeth, di William Shakespeare, regia di Kenneth Branagh. St Peter's Church di Manchester (2013)
- Macbeth, di William Shakespeare, regia di Kenneth Branagh. Park Avenue Armory Drill Hall di New York (2014)
- Il racconto d'inverno, di William Shakespeare, regia di Kenneth Branagh e Rob Ashford, con Judi Dench. Garrick Theatre di Londra (2015)
- Harlequinade, di Terence Rattigan, regia di Kenneth Branagh e Rob Ashford, con Zoë Wanamaker. Garrick Theatre di Londra (2015)
- The Painkiller, di Francis Veber, regia di Sean Foley. Garrick Theatre di Londra (2016)
- The Entertainer, di John Osborne, regia di Rob Ashford. Garrick Theatre di Londra (2016)
- Re Lear, di William Shakespeare, regia di Kenneth Branagh. Wyndham's Theatre di Londra (2023), The Shard di New York (2024)

### Regista
- Tell Me Honestly, di Kenneth Branagh. Gulbenkian Studio di Newcastle upon Tyne e Almeida Theatre di Londra (1985)
- Romeo e Giulietta, di William Shakespeare. Lyric Hammersmith di Londra (1986)
- The Life of Napoleon, di John Sessions. Noel Coward Theatre di Londra (1987)
- La dodicesima notte, di William Shakespeare. Riverside Studios di Londra (1987)
- Re Lear, di William Shakespeare. Tour britannico (1990)
- Sogno di una notte di mezza estate, di William Shakespeare. Tour britannico (1990)
- Zio Vanja, di Anton Čechov. Lyric Theatre di Londra (1991)
- The Play What I Wrote, di Hamish McColl. Lyceum Theatre di Londra (2005)
- Macbeth, di William Shakespeare. St Peter's Church di Manchester (2013)
- Il racconto d'inverno (con Rob Ashford), di William Shakespeare. Garrick Theatre di Londra (2015)
- Harlequinade (con Rob Ashford), di Terence Rattigan. Garrick Theatre di Londra (2015)
- Romeo e Giulietta, di William Shakespeare. Garrick Theatre di Londra (2016)
- Amleto, di William Shakespeare. Royal Academy of Dramatic Art di Londra (2017)
- Re Lear, di William Shakespeare. Wyndham's Theatre di Londra (2023), The Shard di New York (2024)

### Scrittore
- Tell Me Honestly (1985)

## Riconoscimenti
- Premio Oscar
  - 1990 – Candidatura al miglior regista per Enrico V
  - 1990 – Candidatura al miglior attore protagonista per Enrico V
  - 1993 – Candidatura al miglior cortometraggio per Il canto del cigno
  - 1997 – Candidatura al miglior sceneggiatura non originale per Hamlet
  - 2012 – Candidatura al miglior attore non protagonista per Marilyn
  - 2022 – Candidatura al miglior film per Belfast[18]
  - 2022 – Candidatura al miglior regista per Belfast
  - 2022 – Miglior sceneggiatura originale per Belfast[19]
- Golden Globe
  - 1994 - Candidatura al miglior film commedia o musicale per Molto rumore per nulla
  - 2002 - Candidatura al miglior attore in una mini-serie o film per la televisione per Conspiracy - Soluzione finale
  - 2006 - Candidatura al miglior attore in una mini-serie o film per la televisione per Franklin D. Roosevelt - Un uomo, un presidente
  - 2010 - Candidatura al miglior attore in una mini-serie o film per la televisione per Il commissario Wallander
  - 2012 – Candidatura al miglior attore non protagonista per Marilyn
  - 2022 – Candidatura al miglior regista per Belfast[20]
  - 2022 - Candidatura al miglior film drammatico per Belfast
  - 2022 – Miglior sceneggiatura per Belfast
- Screen Actors Guild Award
  - 1996 - Candidatura al miglior attore non protagonista per Othello
  - 2006 - Candidatura al migliore attore in una miniserie o film televisivo per Franklin D. Roosevelt - Un uomo, un presidente
  - 2012 - Candidatura al migliore attore non protagonista per Marilyn
  - 2024 - Miglior cast cinematografico per Oppenheimer
- Premio BAFTA
  - 1990 – Miglior regia per Enrico V
  - 1990 – Candidatura al miglior attore protagonista per Enrico V
  - 1994 – Premio Michael Balcon
  - 2010 – Miglior attore per Il commissario Wallander
  - 2022 – Miglior film britannico per Belfast
  - 2022 - Candidatura al miglior film per Belfast
  - 2022 - Candidatura alla miglior sceneggiatura originale per Belfast
- Grammy Awards
  - 1994 - Candidatura al miglior album parlato per Hamlet
- Britannia Awards
  - 2017 - Premio Albert R. Broccoli
- British Academy Television Awards
  - 1987 - Candidatura al miglior attore per Fortunes of War
  - 2001 - Candidatura al miglior attore per Conspiracy - Soluzione finale
  - 2001 - Candidatura al miglior attore per Shackleton
  - 2008 - Migliore serie drammatica per Il commissario Wallander
  - 2008 - Miglior attore per Il commissario Wallander
- Critics' Choice Awards
  - 2012 - Candidatura al miglior attore non protagonista per Marilyn
  - 2022 - Candidatura al miglior film per Belfast
  - 2022 - Candidatura al miglior regista per Belfast
  - 2022 - Miglior sceneggiatura originale per Belfast
- David di Donatello
  - 2022 - Miglior film straniero per Belfast
- Emmy Awards
  - 2001 - Migliore attore in una miniserie o film per la televisione per Conspiracy - Soluzione finale
  - 2002 - Candidatura al migliore attore in una miniserie o film per la televisione per Shackleton
  - 2005 - Candidatura al migliore attore in una miniserie o film per la televisione per Franklin D. Roosevelt - Un uomo, un presidente
  - 2008 - Candidatura al migliore attore in una serie o film per la televisione per Il commissario Wallander
- European Film Awards
  - 1990 – Miglior film giovane per Enrico V
  - 1990 – Miglior regista per Enrico V
  - 1990 – Miglior attore per Enrico V
  - 2022 - Candidatura alla miglior sceneggiatura per Belfast
- National Board of Review Awards
  - 1990 – Miglior regista per Enrico V
- San Diego Film Critics Society Awards
  - 1996 - Migliore attore per Hamlet
- Premio Laurence Olivier
  - 1982 - Miglior esordiente in un'opera teatrale per Another Country
  - 1985 - Candidatura al miglior attore per Enrico V
  - 1988 - Candidatura alla migliore performance comica per Come vi piace
  - 2004 - Candidatura al miglior attore per Edmond
  - 2016 - Candidatura al miglior attore per Il racconto d'inverno
  - 2016 - candidatura al miglior regista per Il racconto d'inverno
  - 2017 - Society of London Theatre Special Awards
- London Critics Circle Film Awards
  - 2011 - Migliore attore non protagonista per Marilyn

### Altri riconoscimenti
Nel 1990 ha ricevuto un dottorato onorario in letteratura dalla Queen's University Belfast.

## Doppiatori italiani
Nelle versioni in italiano delle opere in cui ha recitato, Kenneth Branagh è stato doppiato da:
- Antonio Sanna in Frankenstein di Mary Shelley, Wild Wild West, Harry Potter e la camera dei segreti, Shackleton, 5 bambini & It, I Love Radio Rock, Dunkirk, Tenet, This England
- Marco Mete ne Il commissario Wallander, Assassinio sull’Orient Express, Casa Shakespeare, Assassinio sul Nilo, Oppenheimer, Assassinio a Venezia
- Tonino Accolla in Enrico V, L'altro delitto, Gli amici di Peter, Molto rumore per nulla, Riccardo III - Un uomo, un re
- Roberto Pedicini in Un mese in campagna, Celebrity, La teoria del volo, Operazione Valchiria
- Luca Biagini in Swing Kids - Giovani ribelli, La generazione rubata, Marilyn
- Fabrizio Pucci in Conflitto d'interessi, La proposta, Franklin D. Roosevelt - Un uomo, un presidente
- Massimo Popolizio in Othello, Hamlet
- Danilo De Girolamo in Pene d'amor perdute
- Angelo Maggi in Conspiracy - Soluzione finale
- Massimo Lodolo in Jack Ryan - L'iniziazione
- Stefano Benassi in Mindhorn
- Saverio Indrio in Artemis Fowl

Da doppiatore è sostituito da:
- Marco Mete in Nel mondo dei dinosauri (1ª voce)
- Raffaele Fallica in Nel mondo dei dinosauri (2ª voce)
- Alessandro Gassmann ne La strada per El Dorado
- Andrea Moretti in Avengers: Infinity War
- Massimo De Ambrosis in Blue Eye Samurai